# Egidijus Mockevičius
Egidijus Mockevičius (Kuršėnai, 1 de septiembre de 1992) es un baloncestista lituano que pertenece a la plantilla del Taoyuan Taiwan Beer Leopards de la TPBL taiwanesa. Con 2,08 metros de estatura, juega en la posición de pívot.

## Trayectoria deportiva

### Universidad
Jugó cuatro temporadas con los Purple Aces de la Universidad de Evansville, en las que promedió 11,1 puntos, 9,3 rebotes y 2,2 tapones por partido. Fue incluido en sus dos últimas temporadas en el mejor quinteto de la Missouri Valley Conference, siendo nombrado además jugador defensivo del año en 2016, tras promediar 15,7 puntos y 13,9 rebotes por partido, colocándose como líder histórico en rebotes, tapones y efectividad en tiros de campo de la MVC. Lideró además la clasificación de máximos reboteadores de la División I de la NCAA.

### Profesional
Tras no ser elegido en el Draft de la NBA de 2016, participó en las ligas de verano de la NBA con los Brooklyn Nets, equipo con el que firmó contrato el 5 de agosto de 2016. 
El 18 de octubre fue despedido sin haber comenzado la temporada.
El 1 de noviembre fue fichado por los Long Island Nets, equipo vinculado a los Brooklyn Nets y perteneciente a la NBA Development League.
El 30 de septiembre de 2017 firmó por tres temporadas con el BC Lietuvos Rytas, pero no empezó la temporada debido a una lesión. Fue cortado al final de temporada.
El 25 de julio de 2018 se hizo oficial su contratación por parte del Victoria Libertas Pesaro de la Serie A italiana, donde fue el máximo reboteador y cuarto jugador en valoración de la temporada 2018-19.
El 7 de agosto de 2019 fichó por dos temporadas con el Montakit Fuenlabrada.
En junio de 2020 fichó por Le Mans Sarthe Basket de la Ligue Nationale de Basket-ball.
El 28 de febrero de 2022, firma por el Provence Basket de la LNB Pro A.